# Emilio Alonso Sarmiento
Emilio Alonso Sarmiento (Palma de Mallorca, 8 de julio de 1942) es un economista y político español. Estudió el bachillerato en el Colegio de San Francisco de Palma. En 1963 cursó Ciencias Económicas en la Universidad Complutense de Madrid (1968) y en 1977 se licenció en Historia.
Perteneció desde 1965 al Sindicato Democrático de Estudiantes Universitarios de Madrid. Es miembro del Partido Socialista Obrero Español (PSOE) y de la Unión General de Trabajadores, y en 1979 fue primer secretario de la Federación Socialista Balear y miembro Comisión Ejecutiva Federal del PSOE y Secretario de Administración. También ha sido Consejero de Ordenación del Territorio en el Consejo General Interinsular. Fue elegido diputado al Congreso por las Islas Baleares en las elecciones generales de 1977, 1979 y 1989. En las elecciones de 1986 fue elegido senador por Mallorca.